# (2166) Handahl
(2166) Handahl (1936 QB) – planetoida z pasa głównego asteroid okrążająca Słońce w ciągu 3,6 lat w średniej odległości 2,35 au. Odkryta 13 sierpnia 1936 roku.